# Fesseln der Macht
Fesseln der Macht (Originaltitel: True Confessions, Alternativtitel: Gefährliche Beichte) ist ein US-amerikanisches Filmdrama aus dem Jahr 1981. Regie führte Ulu Grosbard, das Drehbuch schrieben Joan Didion, John Gregory Dunne und Gary S. Hall anhand eines Romans von John Gregory Dunne. Die Hauptrollen spielten Robert De Niro und Robert Duvall.

## Handlung
Los Angeles in den 1940er Jahren. Des Spellacy ist ein katholischer Priester, der für die Kirche unter anderem Immobiliengeschäfte tätigt. Er hat einen kurzen Draht zum Kardinal Danaher. Sein Bruder Thomas Spellacy ist ein Polizeiermittler, der Kapitalverbrechen untersucht.
Kardinal Danaher streitet mit Msgr. Seamus Fargo, einem Priester, der meint, Des würde die Kirche zu sehr kommerzialisieren. Dem Mann gefällt außerdem nicht, dass Des sämtliche Bestellungen für die Kirche abzusegnen hat. Danaher sagt, dass er beim Amtsantritt das Bistum zahlungsunfähig vorgefunden habe. Des habe die Finanzen saniert. Der Kardinal bezeichnet den ihm seit 50 Jahren bekannten Priester als eine Nervensäge.
Eine Frau wird ermordet und zerstückelt aufgefunden. Thomas übernimmt die Ermittlungen. Er und sein Partner unterhalten sich über den Fall in einem Restaurant, dessen Besitzer den Partner von Thomas schmiert. Dieser investiert das Geld in ein Motel, das als Alterssicherung dienen soll. Aus der weiteren Handlung erfährt man, dass auch Thomas bereits Bestechungsgelder annahm, unter anderem von dem Unternehmer Jack Amsterdam.
Thomas geht zur Beichte zu seinem Bruder. Etwas später legt Des seine Beichte bei Seamus ab. Dieser fragt Des, warum er gerade ihn als Beichtvater wähle. Weiterhin fragt er Des nach seiner Motivation als Priester und kirchlicher Finanzmanager. Mit der erhaltenen Antwort ist er nicht zufrieden.
Kardinal Danaher will, dass der kritische Priester versetzt wird, was für die anderen Priester eine Lehre sein sollte. Des setzt sich zuerst für Seamus ein, schnell willigt er aber ein, eine neue Aufgabe für ihn zu finden. Zum Wohl der Kirche – sagt der Kardinal, was Des daraufhin wiederholt. Der Priester will in eine Gemeinde in der Wüste gehen. Kardinal Danaher sagt Des, dass er ihn als Weihbischof vorgeschlagen habe. Sobald er diese Stellung übernehme, könne er einen jungen, ambitionierten Priester finden, der dann für Des die Schmutzarbeit erledige.
Des schlägt seinen Geschäftspartner Jack Amsterdam für den Titel des katholischen Laien des Jahres vor. Thomas bekommt von den Verwandten der ermordeten Frau ihr Notizbuch, in dem eine Telefonnummer aufgeschrieben wurde. Am Tag der feierlichen Ehrung von Amsterdam stellt Thomas fest, dass die Nummer Jack Amsterdam gehört und die Frau ihn vor der Ermordung monatelang häufig angerufen hatte.
Des hatte die Tote auch kennengelernt, als ein Bekannter sie als Anhalterin mitnahm. In diese und andere Angelegenheiten sieht sich Des hineingezogen und hat letztlich auch nicht mehr die Kraft, alles aufzufangen.
Ohne auf die weitere Aufklärung des Mordes einzugehen, zeigt der Film am Ende, wie Des seinem Bruder Thomas erzählt, dass er eine Arterienverengung habe und sterben werde. Auf einem Friedhof, auf dem auch Seamus begraben ist, zeigt Des ihm die Stelle, wo er begraben werden will.

## Kritiken
- Roger Ebert schrieb in der Chicago Sun-Times, der Film mache die Zuschauer „desorientiert“ und „enttäuscht“. Die Autoren würden sich mehr auf die einzelnen Szenen als auf die zu erzählende Geschichte konzentrieren. Die Handlung sei nicht abgeschlossen („the filmmakers can't be bothered with finishing the story“). Ebert bezeichnete den Film als eine „zynische Meditation über die Korrumpierbarkeit der Menschen“. Die Charaktere seien „klar gezeichnet“ und „gut gespielt“.[1]
- Das Lexikon des internationalen Films schrieb, der Film sei „bis in die Details stimmig“ und „fesselnd“. Die Leistungen der Darsteller seien „hervorragend“.[2]
- Spektrum Film urteilte, „es verbinden sich ein exquisites Drehbuch, erstklassige Schauspieler und eine detailgetreue, doch nie aufgesetzt wirkende Inszenierung zu einem der packendsten Filme der letzten Jahre.“[3]

## Auszeichnungen
Robert Duvall gewann im Jahr 1981 den Pasinetti Award der Internationalen Filmfestspiele von Venedig.

## Hintergründe
Die Dreharbeiten fanden in Los Angeles statt. Der Film spielte in den Kinos der Vereinigten Staaten ca. 10,2 Millionen US-Dollar ein.